# Гигант «Газпром» — немцы и их газ с востока
«Гига́нт „Газпро́м“ — не́мцы и их газ с восто́ка» (нем. Gigant Gazprom — die Deutschen und ihr Gas aus dem Osten) — немецкий документальный фильм, снятый в 2009 году. Режиссёр — журналист Хуберт Зайпель (Hubert Seipel). Фильм номинирован на немецкую телевизионную премию Grimme.

## Сюжет
Создатели фильма попытались ответить на вопрос, соответствует ли действительности тот негативный имидж, которым пользуется российский концерн в Германии. Ведь для многих немцев Газпром — это символ политических интриг, коррупции и энергозависимости от России, «длинная рука» Кремля. В фильме присутствуют интервью с Александром Медведевым, Владимиром Путиным, Герхардом Шрёдером, а также с представителями международного консорциума Nord Stream и немецкого BASF.

## Критика произведений Хуберта Зайпеля
В ходе совместного расследования «Важных историй», Paper Trail Media, Der Spiegel, ZDF и десятков других СМИ, которые изучили утечку 3,6 млн документов шести кипрских компаний по регистрации фирм и консалтингу обнаружилось, что офшоры российского предпринимателя А. А. Мордашова через офшорную кипрскую компанию De Vere Worldwide Corporation директора «Силовых машин» Игоря Воскресенского спонсировала немецкого журналиста Хуберта Зайпеля на сумму в 600 тыс. евро. Такую сумму выделили на популяризацию книги «Власть Путина. Зачем Европе Россия?», которую в 2021 году опубликовало гамбургское издательство Hoffmann und Campe (тогда писатель категорически отрицал, что получал российские деньги).